# Вінтон (Квінсленд)
Вінтон (англ. Winton) — місто в глибинці та місцевість у графстві Вінтон у Центрально-Західному Квінсленді (Австралія). Лежить за 177 км на північний захід від Лонгріча. Основними галузями промисловості району є вівчарство та скотарство. Місто було названо в 1876 році поштмейстером Робертом Алленом на честь його місця народження — міста Вінтон, Дорсет (Англія). Вінтон був першим офісом авіакомпанії Qantas. Згідно з переписом 2021 року, у селі Вінтон проживало 856 осіб.

## Історія
У доісторичний період на території Вінтона жив народ коа.
Близько 1875 року Роберт Аллен, колишній сержант поліції з Арамаку, рушив на захід до Пелікан-Вотерхолз (приблизно 1 600 метрів (0,99 миля) на захід від нинішнього місця міста), де наступного року він побудував магазин і паб. Сильні дощі того ж року пошкодили його будівлі і Аллен переніс те, що залишилося від його бізнесу, на нинішнє місце Вінтона. Таким чином, Роберт Аллен вважається засновником міста.
У звіті 12 липня 1879 року Вінтон описується як містечко, площею 2 квадратні милі (5,2 км2).
У 1879 році побудовано готель North Gregory. У 1899 році він згорів, але новий готель North Gregory почав працювати наступного 1900 року.
У 1879 році Юліус фон Бергер, який втік із Шлезвіг-Гольштейну після захоплення Пруссією, став першим у місті аптекарем (фармацевтом).
У 1880 році підінспектор Фред Мюррей і сержант Фелтхем приїхали до міста з Блеколла і заснували першу поліцейську дільницю Вінтона в невеликій орендованій будівлі. Але спорядження у них було досить примітивним, і їм доводилося обходитися здоровенною колодою та ланцюгом як поліцейським ізолятором.
Диліжанси Cobb & Co обслуговували Вінтон до 1880 року після того, як купили кілька поштових маршрутів у Квінсленді. Роберт Артур Джонстон також прибув до Вінтона в 1880 році, щоб стати першим поліцейським суддею міста. Він працював у австралійській місцевій поліції і був партнером Джорджа Елфінстона Далрімпла в дослідницькій роботі останнього. У 1880 році Джонстон також провів перший продаж державної землі, одним із результатів якого стало придбання власності Томаса Лінетта Національним банком Квінсленда, який відкрив тут своє відділення. Банк одразу розпочав роботу в старій кав'ярні Лінетта та зруйнував його будівлю, щоб звільнити місце для чогось, що більше підходило б для банку.
У 1882 році запрошений священник, перший представник будь-якої деномінації, відвідав Вінтона. У неділю, коли він був у місті, він провів церковну службу в більярдній кімнаті в готелі, після того, як синя ковдра була накинута на більярдний стіл, а червона — на підставку для кия. Сам Вільям Корфілд пізніше був обраний, щоб вручити священнослужителю винагороду у вигляді «гаманця суверенів».
У 1883 році у Вінтоні було відкрито перший окружний суд, коли до міста прибули суддя Міллер і королівський прокурор Реал. Приблизно в цей час у місті був і лікар, якому іноді доводилося мати справу з хворими на черевний тиф. Наприкінці 1882 року було оголошено тендер на будівництво лікарні у Вінтоні. Однак, схоже, лікар подав заяву про звільнення лише через три роки. Незабаром після цього кореспондент повідомив: «Доктор Ван Сомерон стане нашим новим хірургом, і я вірю, що ми зможемо тримати його з нами довше, ніж його попередників». Це свідчить про те, що Вінтон не вважався найкращим місцем у 1880-х роках, принаймні серед представників медичної професії.
До 1883 року Вінтон перетворився на справжнє місто з економічною діяльністю, яка приносила користь усім поселенцям, як міським, так і сільським, у регіоні. Державна школа Вінтона була відкрита 10 серпня 1885 року.
У 1889 році велася робота над першою артезіанською свердловиною Вінтона. До середини серпня свердловина досягла глибини близько 430 футів (або 131 м). Того ж року було оголошено тендери для Банку Нового Південного Уельсу.

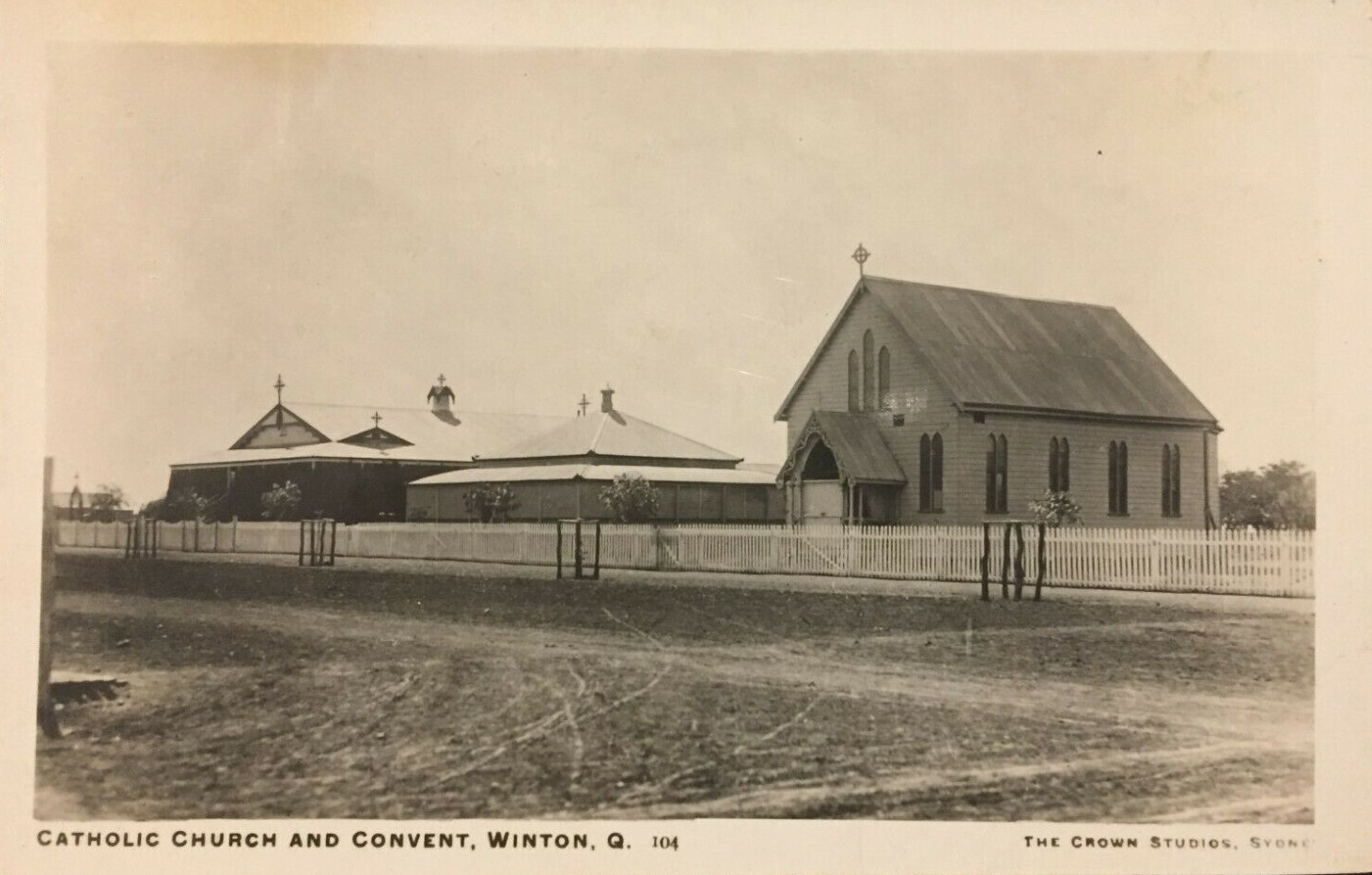
Католицький костел і монастир, початок 1900-х років

Католицька церква Святого Патрика була побудована в 1887 році.

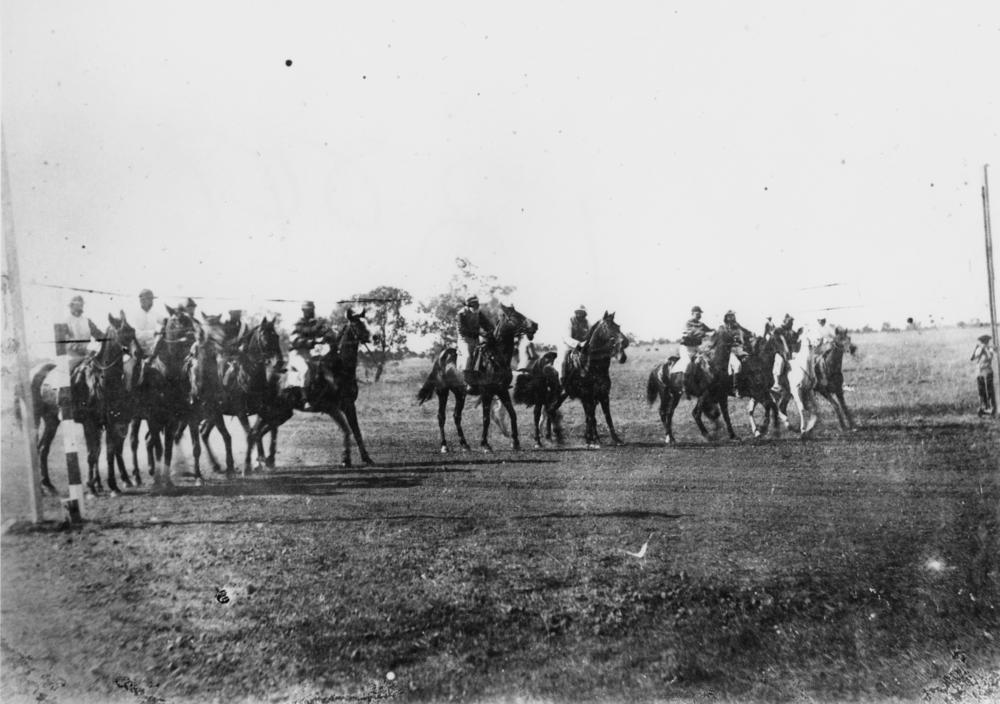
Перегони у Вінтоні, Квінсленд, бл. 1890 рік

Католицька школа Святого Патріка була відкрита в 1906 році сестрами милосердя. Спочатку наука велася всередині дерев'яної церкви, поки в 1911 році не було збудовано окрему будівлю школи. У 1960 році було збудовано нову школу, монастир використали для розміщення учнів інтернату. У 1985 році з призначенням Глена Перкінса школа перейшла під непрофесійне керівництво.

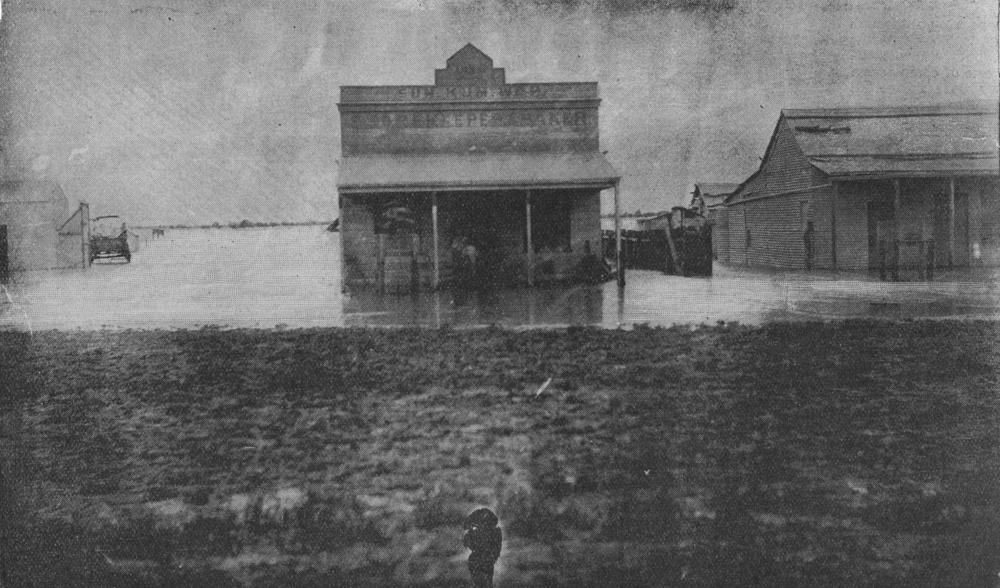
Повінь у Вінтоні в 1906 році побила рекорди.

У 1909 році до Вінтона провели телефонну лінію, і до жовтня у нього було 34 абоненти. До травня 1911 року на пошті були зроблені покращення, щоб відокремити телефонну станцію в окрему секцію, оскільки вона ставала «великим і важливим відділенням».
Вінтонська методистська церква була відкрита приблизно в березні 1912 р. Дім був побудований з дерева вартістю 540 фунтів стерлінгів і міг вмістити 160 осіб. Пізніше будівлю використовувало Християнське товариство Вінтона.
У 1916 році готель North Gregory згорів вдруге.
У 1920 році була заснована компанія Queensland and Northern Territory Aerial Services Limited (тепер відома як Qantas Airways), і деякий час її штаб-квартира була у Вінтоні.
У 1925 році англіканська церква Святого Павла згоріла. Нова церква Святого Павла була спроєктована Atkinson Powell & Conrad і побудована з дерева в 1927 році.
У 1927 році Вінтон отримав електрику і до грудня тут було близько 160 абонентів.
Також у 1928 році центральна західна залізнична лінія досягла Вінтона з Лонгріча. Це була друга залізниця, яка дісталася до Вінтона після того, як лінія з Гюгендена досягла міста в 1899 році.

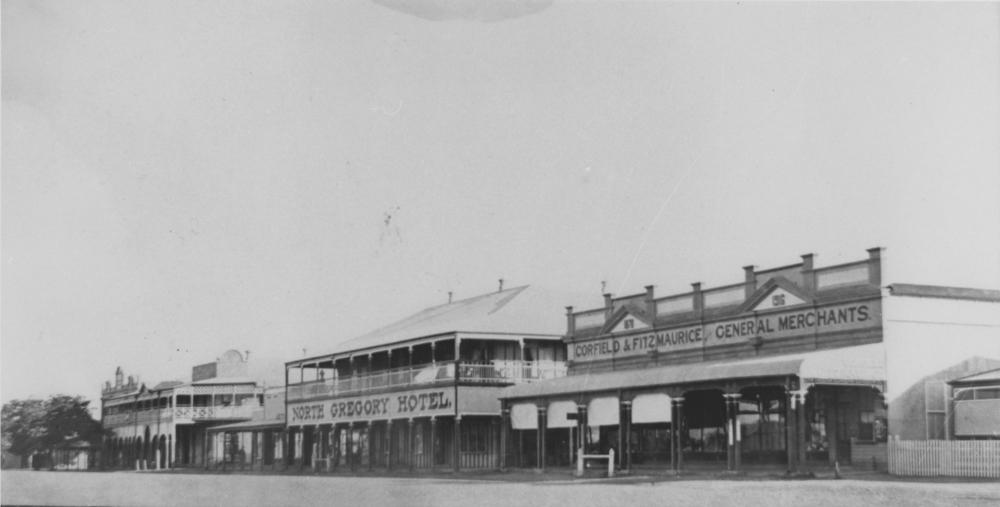
Вулиця Елдерслі близько 1930 року. Чітко видно готель North Gregory, як він виглядав тоді, і Corfield & Fitzmaurice General Merchants

У вересні 1938 року пожежа охопила кілька будівель у центрі міста. Були зруйновані готель Royal Mail, кінотеатр Olympia Picture Theatre (чия проєкційна кімната була в готелі), будівля та будинок, що належали жителю міста Стентону Мелліку, а також будівля, що належала людині на ім'я Вільям Томсон, який разом зі своїм братом Джеймсом Томсоном керував магазином скобяних виробів і шорних виробів. Деякі з цих будівель містили кілька підприємств. Пожежа виникла в кінотеатрі та швидко поширилася. Через поточний ремонт вогнеборцям довелося боротися зі слабким тиском води. Збитки, завдані вогнем, оцінюються в межах від 17 000 до 18 000 фунтів стерлінгів. Ніхто не постраждав.
Нова католицька церква Святого Патріка була відкрита 8 травня 1939 року архієпископом Брісбена Джеймсом Дагігом у помочі єпископа Рокхемптона Ромаулда Деніса Гейса та єпископа Таунсвіля Г'ю Едварда Раяна.
7 серпня 1946 року готель North Gregory згорів утретє під час пожежі, яка також знищила кілька інших прилеглих підприємств.
У 1951 році Вінтон провів своє перше родео. Змагання швидко стало щорічною подією, і через три роки до міста на родео прибуло 4700 людей – населення міста тоді становило близько 1300 осіб. Усім їм не вистачало місць у місцевих готелях, і 600 з них спали на розкладних ліжках, які привезли в місто місцеві скотарі.
У 1962 році у місцевому кар'єрі виявлено скам'янілі сліди динозаврів були виявлені в кар'єрі.
У квітні 1995 року Вінтон відзначив сторіччя пісні «Вальсуюча Матильди» фестивалем. Прем'єр-міністр Пол Кітінг і прем'єр-міністр Квінсленда Вейн Госс з'явилися на урочистостях, і серед іншого вони відкрили статую Банджо Патерсона. У 1998 році відкрився Центр «Вальсуючої Матильди».
У 1999 році біля Вінтона був знайдений величезний крейдовий зауропод віком близько 95 мільйонів років. Він отримав назву «Елліот».
У 2002 році була заснована «некомерційна наукова ініціатива» під назвою «Австралійська ера динозаврів», метою якої була виставка австралійських динозаврів у музеї світового рівня. У 2009 році три нових види динозаврів отримали свою наукову номенклатуру (з прізвиськами в круглих дужках). Це Australovenator wintonensis («Банджо»), Diamantinasaurus matildae («Матильда») і Wintonotitan wattsi («Кленсі»).
У червні 2015 року, згорів Центр «Вальсуючої Матильди», знищивши багато артефактів.

## Динозаври
В околицях міста знайдено чимало скам'янілостей динозаврів. У 2009 році було оголошено про відкриття поблизу міста трьох родів динозаврів ранньої крейди: Australovenator, Wintonotitan і Diamantinasaurus . Australovenator wintonensis, типовий екземпляр цього роду, названий на честь міста. Зразки були знайдені на «сайті Матильди» недалеко від північного заходу міста. Ще один зауропод, Savannasaurus , також був знайдений у цьому районі разом із поки що безназваним «Елліотом».  Місто також дало свою назву геологічній формації, в якій були знайдені скам'янілості — формація Вінтон.